# Saint-Antoine-sur-l'Isle
Saint-Antoine-sur-l'Isle é uma comuna francesa na região administrativa da Nova Aquitânia, no departamento da Gironda. Estende-se por uma área de 10,42 km². Em 2010 a comuna tinha 592 habitantes (densidade: 56,8 hab./km²).